# Steinau (Nedersaksen)
Steinau is een gemeente in de Duitse deelstaat Nedersaksen. De gemeente maakt deel uit van de samtgemeinde Land Hadeln in het Landkreis Cuxhaven. Steinau telt 799 inwoners.